# Tupolew Tu-82
Die Tupolew Tu-82 (russisch Туполев Ту-82) war ein sowjetischer Bomber aus der zweiten Hälfte der 1940er-Jahre und in dieser Eigenschaft das erste mit Pfeilflügeln ausgerüstete strahlgetriebene Flugzeug des OKB Tupolew.

## Geschichte
Das Projekt 82 entstand als Parallelentwurf zur Tu-14 und basierte wie diese auf dem Projekt 72, das wiederum aus einer Forderung der Luftstreitkräfte nach einem zweimotorigen Strahlbomber von Anfang 1946 resultierte. Der Rumpf ähnelte weitgehend der Tu-14, besaß eine verglaste Bug- und aufgesetzte Pilotenkanzel sowie einen bemannten Abwehrstand im Heck. Insgesamt war die Tu-82 in ihrer Länge und Spannweite aber um etwa vier Meter kleiner gehalten. Die zweiholmigen Tragflächen wiesen eine Pfeilung von 35° auf und waren in Schulterdeckerkonfiguration am Rumpf angeordnet. Das Leitwerk wies eine Pfeilung von 40° auf. Die verwendeten WK-1-Triebwerke waren hängend unter den Tragflächen angeordnet; deren Gondeln dienten gleichzeitig zur Aufnahme des doppelt bereiften Hauptradfahrwerks.
Im Februar 1949 erfolgte durch A. D. Pereljot der erste Flug. Die weitere Erprobung verlief ohne größere Zwischenfälle und erbrachte einige Erkenntnisse über das Flugverhalten von mehrmotorigen Pfeilflügelflugzeugen im Unterschallbereich. Ebenfalls 1949 wurde noch ein zweiter Prototyp unter der Bezeichnung Tu-83 entwickelt. Er besaß einen um fast zwei Meter verlängerten Rumpf mit einem zusätzlichen ferngesteuerten Abwehrstand auf dem Rücken. Die Besatzung wurde von drei auf vier Mann, die Abwehrbewaffnung von drei auf sechs Maschinenkanonen erhöht. Das Muster wurde ebenfalls von Pereljot eingeflogen, ging aber wie die Tu-82 zugunsten der Tu-14 nicht in die Serienproduktion.

## Technische Daten
| Kenngröße             | Daten                                          |
| --------------------- | ---------------------------------------------- |
| Konzeption            | Mittlerer Bomber                               |
| Hersteller            | OKB Tupolew                                    |
| Besatzung             | 3 (Pilot, Navigator, Heckschütze)              |
| Länge                 | 17,57 m                                        |
| Spannweite            | 17,81 m                                        |
| Höhe                  | 6,20 m                                         |
| Flügelfläche          | 45,00 m²                                       |
| Flügelstreckung       | 7,0                                            |
| Leermasse             | 9.526 kg                                       |
| Startmasse            | normal 13.500 kg maximal 18.340 kg             |
| Höchstgeschwindigkeit | 870 km/h in Bodennähe 934 km/h in 4.000 m Höhe |
| Triebwerk(e)          | zwei Klimow WK-1                               |
| Leistung              | je 26,5 kN                                     |
| Gipfelhöhe            | 11.400 m                                       |
| Reichweite            | 2.395 km                                       |
| Bewaffnung            | drei 23-mm-Kanonen                             |